# NGC 7048
NGC 7048 é uma nebulosa planetária na direção da constelação de Cygnus. O objeto foi descoberto pelo astrônomo Edouard Stephan em 1878, usando um telescópio refletor com abertura de 31,5 polegadas. Devido a sua moderada magnitude aparente (+12,1), é visível apenas com telescópios amadores ou com equipamentos superiores.